# アホが見るブタのケツ〜ベスト〜/鼻から牛乳〜キッズバージョン〜
「アホが見るブタのケツ〜ベスト〜／鼻から牛乳〜キッズバージョン〜」（アホがみるブタのケツ ベスト／はなからぎゅうにゅう キッズバージョン）は、嘉門タツオ（旧名・嘉門達夫）のシングル。2011年12月14日にクラッチ.から発売された。

## 解説
表題曲2曲はテレビ東京系『ピラメキーノ』で起用された挿入歌。本作は子供向け楽曲として制作したため、嘉門は「教育上良くない部分は省いてる。と言っても田中星児を目指してる訳ではない」とコメントしている。
「アホが見るブタのケツ〜ベスト〜」の歌詞の一部は、1993年に発表された「GO!GO!スクールメイツ」からの流用。「鼻から牛乳〜キッズバージョン〜」と「キッズ替え唄メドレー」はライブ録音。

## 批評
CDジャーナルは「ピラメキーノでオンエアされ、いまや幼児から小学生の世代に幅広く蔓延(？)、大受けしている」と評した。

## 収録曲
1. アホが見るブタのケツ〜ベスト〜
2. 鼻から牛乳〜キッズバージョン〜
3. キッズ替え唄メドレー
4. アホが見るブタのケツ〜ベスト〜 (inst.)